# Gradisca d'Isonzo
Gradisca d'Isonzo este o comună din provincia Gorizia, regiunea Friuli-Veneția Giulia, Italia, cu o populație de 6.430 locuitori (1 ianuarie 2023) și o suprafață de 11,22 km².

## Demografie
Gradisca d'Isonzo - evoluția demografică

|  | Graficele sunt indisponibile din cauza unor probleme tehnice. Mai multe informații se găsesc la Phabricator și la wiki-ul MediaWiki. |

Date: Recensăminte sau birourile de statistică - grafică realizată de Wikipedia